# 香港口罩
香港口罩製造業，在2020年代大力發展的，既源於香港市民恐懼疾病，亦由於香港特區政府於2020年起以緊急法強制所有在香港人士在任何公眾地帶及指定私人物業地帶必須戴上口罩。截至2020年7月，合共有多於100間口罩廠商於香港運作。

## 法律地位
2019年10月4日，香港特區政府動用《緊急情況規例條例》所賦與權力，訂立《禁止蒙面規例》。
2020年8月，又以同樣權力修訂《預防及控制疾病條例》，並強制市民在公眾地方必須戴上口罩。
2023年2月8日，特區政府取消口罩令。

## 發展背景
於2020年以前，口罩在日趨息微的香港工業中只佔微不足道的份額。多年來不少香港大專院校都有投入研製全新口罩物料的科研工作，但最終都因為成本問題導致無法成就本地生產和商業化的契機，很快將商品製作中心轉往中國內地。最終能夠持續於香港發展的，基本上只有主要用作供應政府部門日常使用，由在囚人士製作的懲教署CSi口罩。
2020年1月下旬，因著2019冠狀病毒病疫情最新發展，香港普遍市民皆對性質相似的2003沙士疫情猶有餘悸，開始發展集體搜購和佩戴外科口罩的習慣。惟這股風潮發展的時機，適逢中國內地各大工廠和商家進入農曆新年業務休止的長假期，以及各省市同樣爆發疫情並要求民眾展開佩戴口罩，使僅僅計算中國自身口罩需求，都不足以用全球產能所應付。在口罩需求和供應失衡下，不論來貨價格及銷售價格以倍數計暴升，但仍無阻市民在收到各實體商店開賣消息後，不惜一切排隊購買，並持續短缺。情況在疫情於香港擴散後更趨嚴峻，於海外未出現疫情和搶購物資情況時曾一度成為令國際媒體嘖嘖稱奇的新聞。香港政府就此狀況作出回應，表示已委託物流署進行招標和向內地政府尋求協助；其次呼吁各销售商以合理价格售卖口罩，因担心会影响本地采购口罩的能力，暂不会实行供应和价格限制；同时为保障口罩供应，指示除医护人员和养老院人员，其他政府部门人员如非生病、前线工作及前往人流密集地区，否则不准戴口罩。有人這時提出應動用CSi口罩庫存協助解市民燃眉之急，惟政府表明相關口罩日產數量有限，並已優先給予欠缺口罩資源的弱勢社群，沒有足夠的剩餘數量派發予市民，只能設法籌備新生產線加大產能。
鉴于口罩供应不足及本地产能有限，思維較靈活和開放的各路本地人士決定自發籌備於本地生產和發售的口罩品牌。除卻服務香港市民和復興本土工業的理念外，普遍商家看穿香港大埔、荃灣、葵涌、屯門、觀塘和新蒲崗等地區仍有大量空置工業用地和空間，以及在商討採購機器和合規格原材料具備優勢，同時生產線所需要的工人都不會多。在其他經濟活動趨向停頓或衰退下，一定數量的投資者願意承擔成本控制、材料不足、投資時間不定和疫情後需求大減的風險，選擇在這尚見有利可圖的業務投下資金。大部分投資者因應坊間熟知的類型，主要投入製作熔噴不織布製成的多層外科口罩；亦有一部分製作主張環保重用的布口罩或可重用濾芯口罩，和期望可以用於輔助香港前線醫護人員的N95口罩。口罩類型以外，布料顏色、認證級別、品牌合作、與及針對特定對象（多數為兒童）所製作等，都是普遍香港口罩廠商大力推廣的產品特點。

## 銷售模式
因應迅速籌備所需的大量投資，普遍口罩銷售都使用預售形式取得現金，以維持應付日常開支與員工薪金的現金流，而當中亦有口罩廠房堅持在有現貨產出和效能認證後才開始發售。雖然普遍廠商為了行業信譽，均致力以全力製作和定期更新進度的行動維護此一銷售模式，但當中仍有不乏加以利用的騙徒，使不少香港市民和企業蒙受損失。
而就著早前各實體商店排隊銷售現貨時造成混亂，以及難以管理經銷商以合理價格轉售産品，普遍廠商都選擇透過網絡自設或第三方平台，向香港市民直接銷售。但此舉仍因一時需求過大而造成各平台網站流量過高，頻繁陷入強制下線或緩衝系統隊伍過長的問題。對此部分商家又引入電腦抽籤形式，務求達至更公平分配。然而，因著名額有限、系統效能不足和任何銷售方法本質均會導致有人無法購買，不少廠商都需要在事前事後應對大量潛在買家表達的不滿。於發言較為進取的香港互聯網文化和長期要求最好銷售配套的香港購物文化下，對此類風波處理不慎將引發較大的「公關災難」。
由於大量香港口罩廠房於同時間投產並完成首批貨品，而各大化驗所的預約時間和人員均有限，多間廠商的認證工作在2020年4月開始出現延誤。因香港《商品說明條例》限制和欠缺認證的貨品無法說服消費者，普遍在認證前預售的廠商只能選擇延遲發貨。加上口罩供應隨著中國內地假期結束和疫情減退而回升，買家對於退款的要求日益增加，而廠商沒有及時處理，同樣會惹來大量不滿與公關災難。就此，有效率的退款服務於發展後期成為了香港口罩廠商的特點。
另外有部分香港組織亦標明口罩不作銷售用途，而只會透過非政府組織分派予有需要人士；甚至有公司因應行業工作崗位需求，而自設生產線優先供予員工使用。後來隨著口罩製作和供應轉趨穩定，部分公司正式染指傳統面向藥房及商戶的批發業務，亦有公司選擇於城市各處設立口罩自動販賣機供市民選購。更進取的公司甚至以便宜租金的短期租約進駐多個旺區商鋪，實行以街頭銷售爭奪市場份額。其中因著行業蕭條，傳統屬於旅客集中地的尖沙咀與銅鑼灣為大部分口罩商店進駐的首選。而進入傳統電視及平面廣告平台推廣，亦成為了新的常態，更貼近香港普及的商業營運模式。

## 標準認證
在廠商公開資訊、醫護專家建議和媒體廣泛推廣下，香港市民普遍對口罩的防護基準要求為美國材料和試驗協會（通稱ASTM）所發佈，位於F2100標準下的第一級，主要要求指定細菌過濾率（通稱BFE）及粒子過濾率（通稱PFE）最少達至95%；其次為歐洲基準EN14683，在沒有PFE基準下維持BFE最少達至95%的基準要求。為了達成要求，普遍廠商都關注口罩機器、無塵車間和口罩溶噴布三方面能否到達預定基準。當中無塵車間一般會以國際標準化組織（通稱ISO）第14644-1號中，最少達至ISO Class 8作為判定合格的標準。在認證業界傳統下，將支持認證證書背後的詳細報告直接用於推廣是不被允許的，但基於越來越多市民渴求更高透明度的商品資訊，越來越多廠商和化驗所達成採取替代方法的協議，主要為酌情公開或有限度展示部分內容。
為了資助更有效籌劃製作的本地口罩廠商，香港生產力促進局於政府成立「防疫抗疫基金」下推出「本地口罩生產資助計劃」。該計劃向已在香港具備所須設備、原材料、廠房和ISO 14644-1 Class 8無塵車間設施的20條生產線，批出最高港幣300萬元資助。獲資助廠商需確保生產線能每月生產至少50萬個達至ASTM F2100第一級口罩，並確認每月生產的前200萬個口罩需要售予政府作中央分派，隨後可把生產餘額作本地銷售。有關計劃於2020年3月2日開始接受申請，並於同年4月25日將20個名額全部批出，但及後因應廠商退出，名單直至5月19日都仍有更新。6月28日，政府開始向市民派發購入的口罩。
香港工業總會及後亦透過轄下香港優質標誌局，發佈香港「Q嘜」優質口罩的基準，以供市民參考。計劃會對口罩作出ASTM F2100液體阻擋要求、ASTM F2100 BFE要求、ASTM F2100壓力差要求、ASTM F2100阻燃要求和中國GB15979衛生要求等測試，並會定期派專員往各口罩品牌之生產商廠房作實地視察，於一個月內向合格口罩商品發佈證書。
香港標準及檢定中心亦於同年8月15日就著旗下「優質「正」印」發佈認證口罩廠商標準。標準參照美國ASTM F2100-19 、歐盟EN14683:2019，以及中國GB 15979:2002進行，當中測試項目包括：BFE、PFE、壓力差、合成血液滲透阻力、可燃性測試或微生物清潔度及細菌菌落總數、大腸菌群、綠膿杆菌、金黃色葡萄球菌、溶血性鏈球菌，以及真菌菌落總數等。

## 業界趨勢
籌劃和製作期間，香港口罩廠商普遍面對鄰近地區資源競爭、供應商將貨就價、材料貨不對辦、和人員經驗不足等使進度延誤的問題。加上行業在萌芽階段出現之品牌數量繁多，令市民較難聚焦，有科學專家提出成立香港口罩有關的商會，希望提高香港口罩生產質素；穩固香港生產地及測試地位及對外形象；為產品出口質量保障；及成立比政府更嚴密的監管系統以杜絕造假。不過因著部分廠商人員的政治和營商理念相左，以及在媒體上的影響力有龐大差異，成立商會一事於早期有所局限。最終，香港口罩及防疫設備協會（HKMPPE）於同年8月6日成立，會員涵蓋市面約三分之一的廠商。其他廠商則普遍就著其工業性質，加入涉足範圍較廣的廠商會及工業總會，得到最基本的援助。
而由於普遍口罩廠商為2020年使用初創企業模式成立，因此在公開其產品情報方面，大部分都倚賴成本最低廉的自家設置facebook專頁，部分則可能在招攬人手時已要求資訊科技部門成員同時設立簡約網站，而未見有任何官方平台統一資訊發佈的安排。然則，外界尚有一定數量媒體安排專門介紹香港口罩業務的記者，追蹤各廠商最新狀況，讓香港市民更容易盡早計劃購買。

## 品牌列表
以下僅列出於香港完成主要製造工序之口罩廠商，不包括於香港地區以外製造並進口之香港品牌，以英文名稱字符排序。

### 外科口罩品牌
- H&D MASK[43]
- #lovewithoutborders[44]
- Accmask[45]
- 益成[46]
- Avant 智研醫學[47]
- Banitore 便利妥[48]
- Best Protection 醫全民用[49]
- BF Care 澳美製藥[50]
- CareGuard[51]
- CareHK 匯愛[40]
- Classic Army[40]
- 創意國際科技[46]
- CSi口罩[52]
- 口罩博士 Dr. Mask[53]
- ECHO MASK 一口口罩[40]
- EG口罩[54]
- Era Mask[55]
- E-PRO 保康[56]
- Face Armor[57]
- 文明堂[58]
- 愛的家香港 Family Mask[59]
- 快適嘉 Flex Essential[60]
- 福罩 Fortune Mask[61]
- 香港工會聯合會[62]
- Global Tech[63]
- 香港仔口罩 Glory Mask[40]
- Good Mask[40]
- 香港色彩 口罩 HK Colours Surgical Mask[64]
- 香港人口罩 HKER[40]
- HKTVmall[40]
- 香港口罩科技 HK-M[40]
- Health Masks 健康口罩[40]
- 家港口罩 Homey Bliss Mask[65]
- Hygiene Mask 皓淨口罩[40]
- 九巴口罩[66]
- LifeCare Surgical Mask（LCM)[18]
- Lion Mask HK[46]
- 獅子山 Lion Rock Mask[67]
- 諾翹 Lockhill[40]
- Ls Surgial Mask[40]
- 萬寧[68]
- masHKer 本土口罩[40]
- Masklab[40]
- Maskology 口罩．學[69]
- Mask Factory 口罩工廠[40]
- 口罩實驗室 Mask Lab HK[40]
- Mask Library[70]
- Mask Pro[63]

- Mask X[71]
- MaxProtect 萬保德[72]
- MedCare[73]
- Medcross Hong Kong[40]
- Medox[74]
- 納雜 NAAP ZAAP[75]
- NEULIFE[76]
- 新德利（亞洲）[46]
- NWN [77]
- 一合口罩 Onemask[40]
- 天壹口罩 Oneness Mask[40]
- Organic Plus[78]
- OxyAIR Mask HK[40]
- Pasión[40]
- 八方綜合服務[46]
- Positive Mask 正點口罩[79]
- PrimeHK[40]
- 香港保家 Procare HK[80]
- 永明製藥 Procedure[81]
- ProMag[82]
- 罩住你 Protection is NOT Limited[40]
- 香港愛護用品[46]
- Pure Living[83]
- Qualimask[84]
- Savewo 救世[40]
- S.E.C. Hong Kong Factory[46]
- Shang 尚芳保健[40]
- 防護+ Shield+[85]
- Silver Ultra Mask[86]
- Simply Mask[40]
- SOSo Mask[40]
- 國藥科技 SPT Mask[40]
- 步創科技[46]
- 瑞士億科[46]
- The Care 新都醫護[87]
- TruCare Mask[40]
- True Light[88]
- 東華三院[89]
- Ultra Ready 理的[40]
- 同舟 Unite Mask HK[40]
- 宇宙發展集團[46]
- Vannex Mask[40]
- V CARE Mask[90][46]
- 維特健靈[91]
- Wecare Mask HK[92]
- WE The Mask 互罩[93]
- WAO 本一[40]
- 屈臣氏 WatsMask WeCare[94]
- 威信科技（國際）[46]
- World Wisdom[95]
- Yellow Factory[40]
- YoHm Mask 優活[96]

### 布口罩品牌
- 100nm 口罩[97]
- clotH masK[98]
- 銅芯抗疫口罩[99]
- Made in HK可替換口罩[100]
- M-Chitosan[101]

## 外部連結
- 「本地口罩生產資助計劃」秘書處（页面存档备份，存于）